# Centre culturel d'Égypte
Les Centres culturels d'Égypte ont été créés en 1948 par un décret du Conseil des Ministres égyptien ordonnant la nomination d'attachés culturels pour l'Égypte à l'étranger.
La coopération culturelle entre l'Égypte et la France avait cependant commencé sous le règne de Méhémet Ali, vice-roi d'Égypte, qui a été l'initiateur de l'Égypte moderne.
L'activité du Centre culturel d'Égypte en France est constituée essentiellement d'expositions, de conférences et de rencontres pour faire connaître la civilisation égyptienne, tant pharaonique que moderne. Il dispense aussi des cours de langue arabe en partenariat avec l'Institut du monde arabe.